# جانستون ۵۰۶۵
سیارک ۵۰۶۵ (به انگلیسی: 5065 Johnstone، نامگذاری:1990FP1) پنج هزار و شصت و پنجمین سیارک کشف شده‌است که در ۲۴ مارس ۱۹۹۰ کشف شد.
قدر مطلق سیارک برابر ۱۲٫۹۰ است.